# 오리콘 차트
오리콘 차트(일본어: オリコンチャート)는 오리콘 그룹의 데이터 서비스 사업 회사인 오리콘 리서치 회사가 발표하는 음악 및 영상 소프트 등의 매출을 집계한 순위이다.